# Oenobotys
Oenobotys és un gènere d'arnes de la família Crambidae.

## Taxonomia
- Oenobotys glirialis (Herrich-Schäffer, 1871)
- Oenobotys invinacealis Ferguson, Hilburn & Wright, 1991
- Oenobotys pantoppidani (Hedemann, 1894)
- Oenobotys texanalis Munroe, E. & A. Blanchard in Munroe, 1976
- Oenobotys vinotinctalis (Hampson, 1895)